# Jan Arent Godert van der Wijck
Jhr. Jan Arent Godert van der Wijck (Assen, 16 oktober 1837 - Groningen, 9 januari 1903) was een Nederlandse burgemeester en notaris.
Van der Wijck was een zoon van de procureur Haro van der Wijck en Gijsberta Gerdina barones de Vos van Steenwijk tot den Havixhorst. In 1864 werd hij benoemd tot burgemeester van Westerbork. Vervolgens werd hij in 1868 burgemeester van Rolde en in 1870 van Hoogeveen. Hij kocht in 1872 in Hoogeveen het huis Venendaal en kocht ook de bijbehorende gronden terug. In 1876 werd hij benoemd tot notaris in Assen. Deze functie vervulde hij meer dan vijfentwintig jaar, totdat hij in 1903 op 65-jarige leeftijd overleed.
Van der Wijck trouwde op 26 september 1864 te 's-Hertogenbosch met Anne Catherine van Beusekom, dochter van Willem Isaak van Beusekom en Anne Lambertine Keuchenius.